# تاکاماسا سوگا
تاکاماسا سوگا (به ژاپنی: 須賀貴匡, Suga Takamasa)؛ زادهٔ ۱۹ اکتبر ۱۹۷۷) بازیگر اهل ادوگاوا-کو، توکیو در توکیو ژاپن است.
او در مجموعه تلویزیونی کیرین می‌آید نقش سایتو توشی‌میتسو را ایفا کرده است.